# Giesensdorf (Tauche)

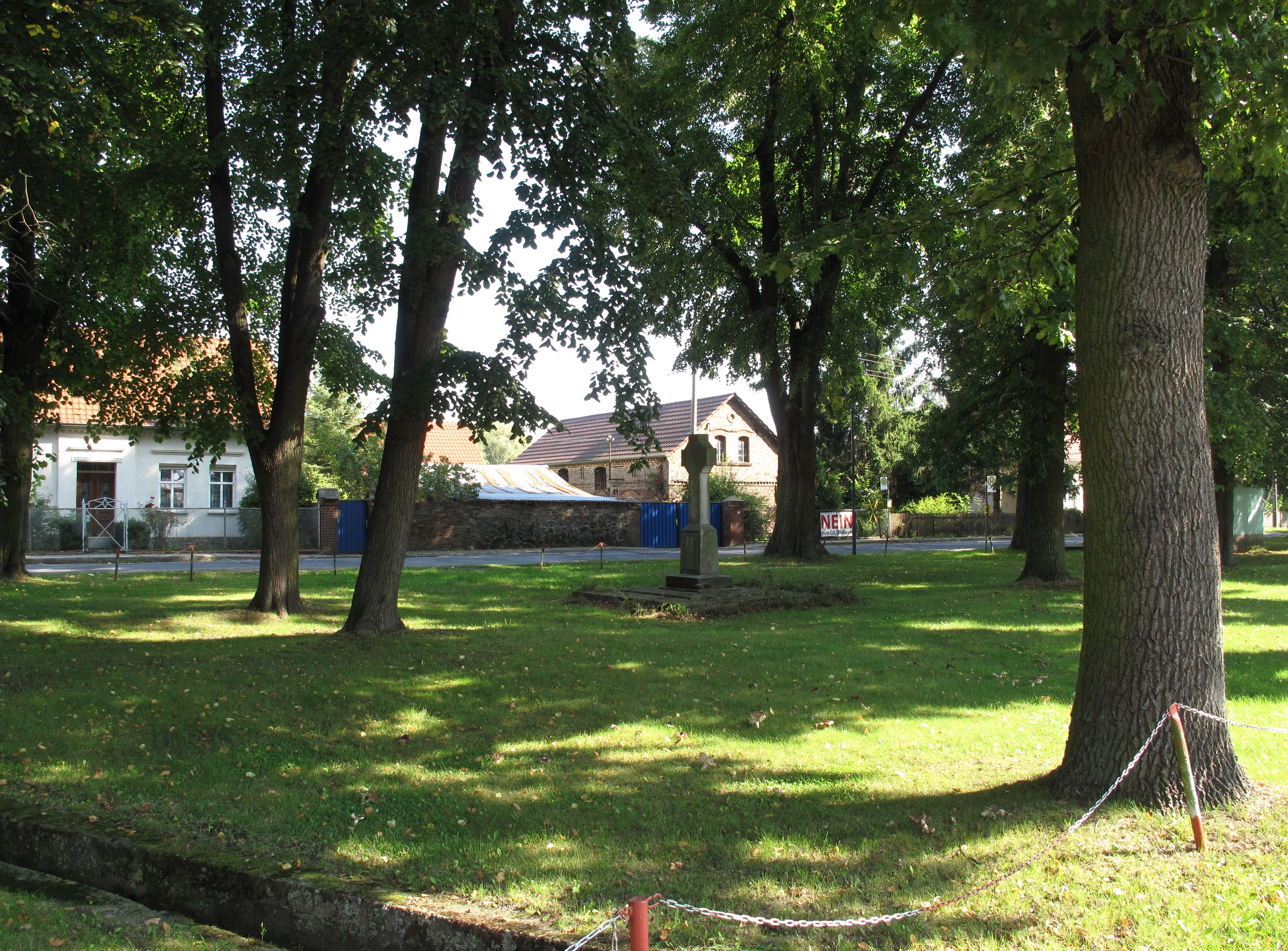
Anger mit Kriegerdenkmal

Giesensdorf (niedersorbisch Gižojce) ist ein Ortsteil der Gemeinde Tauche im Landkreis Oder-Spree (Brandenburg). Bis 2001 war Giesensdorf eine selbständige Gemeinde.

## Geographie
Giesensdorf liegt knapp drei Kilometer südwestlich vom Kernort von Tauche und neun Kilometer südwestlich von Beeskow. Zu Giesensdorf gehört der Wohnplatz Wulfersdorf. Die Gemarkung von Giesensdorf grenzt im Norden an die Gemarkung von Wulfersdorf und an die Gemarkung des Kernortes Tauche, der ein Ortsteil der (Groß-)Gemeinde Tauche ist. Im Osten grenzt die Giesensdorfer Gemarkung an Stremmen, im Süden an Briescht und im Westen an Kossenblatt. Der Ort ist über die L443 von Tauche bzw. Kossenblatt zu erreichen. Eine kleine Straße führt vom Ortskern aus auch nach Wulfersdorf.

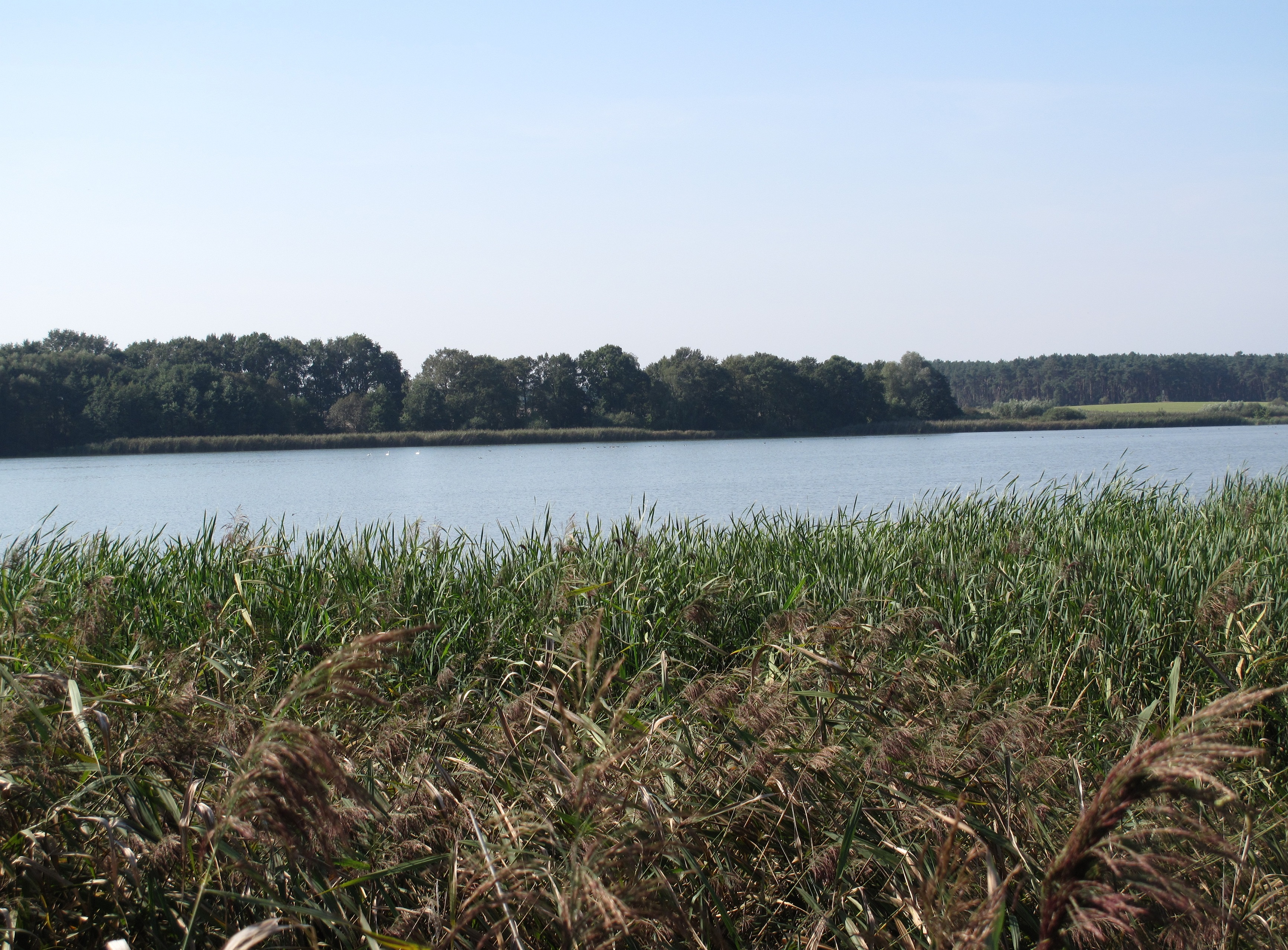
Giesensdorfer Teich

Nordwestlich und westlich vom Ort liegt der Große Kossenblatter See. Der historisch nordöstliche Ausläufer des Großen Kossenblatter Sees wurde schon im ausgehenden Mittelalter trockengelegt. Durch die erst vor kurzem  erfolgte erneute Flutung der Feuchtwiesen hat sich wieder ein See gebildet, der Giesensdorfer Teich. Nördlich des Ortskerns zieht der nur zeitweise wasserführende Giesensdorfer Graben zu diesem neugebildeten Ausläufer des Großen Kossenblatter Sees. Im Südosten wird die Gemarkungsgrenze durch den Abfall des Geländes zum Briescht-Stremmener Fließ gebildet. In der südöstlichen Ecke der Gemarkung befindet sich ein in der Topographischen Karte 1:25.000 namenloser, kleiner Teich. Höchster Punkt der Gemarkung ist der Illingsberg mit 65,6 m ü. NHN. Im weiteren Verlauf des Hügelzuges nach Süden folgt ein weiterer kleiner Hügel mit 63,4 m ü. NHN. Tiefster Punkt ist der Seespiegel des Großen Kossenblatter Sees mit 43 m ü. NHN. Der größere Teil der Gemarkung ist landwirtschaftlich genutzt. Doch gibt es im Osten und Süden der Gemarkung einige kleine Waldgebiete.
Zum Ortsteil Giesensdorf gehört auch der Wohnplatz Wulfersdorf, der bis 31. Dezember 1961 eine selbständige Gemeinde war. Die Geschichte bezieht sich daher nur auf den Kernort Giesensdorf, vor der Eingliederung von Wulfersdorf.

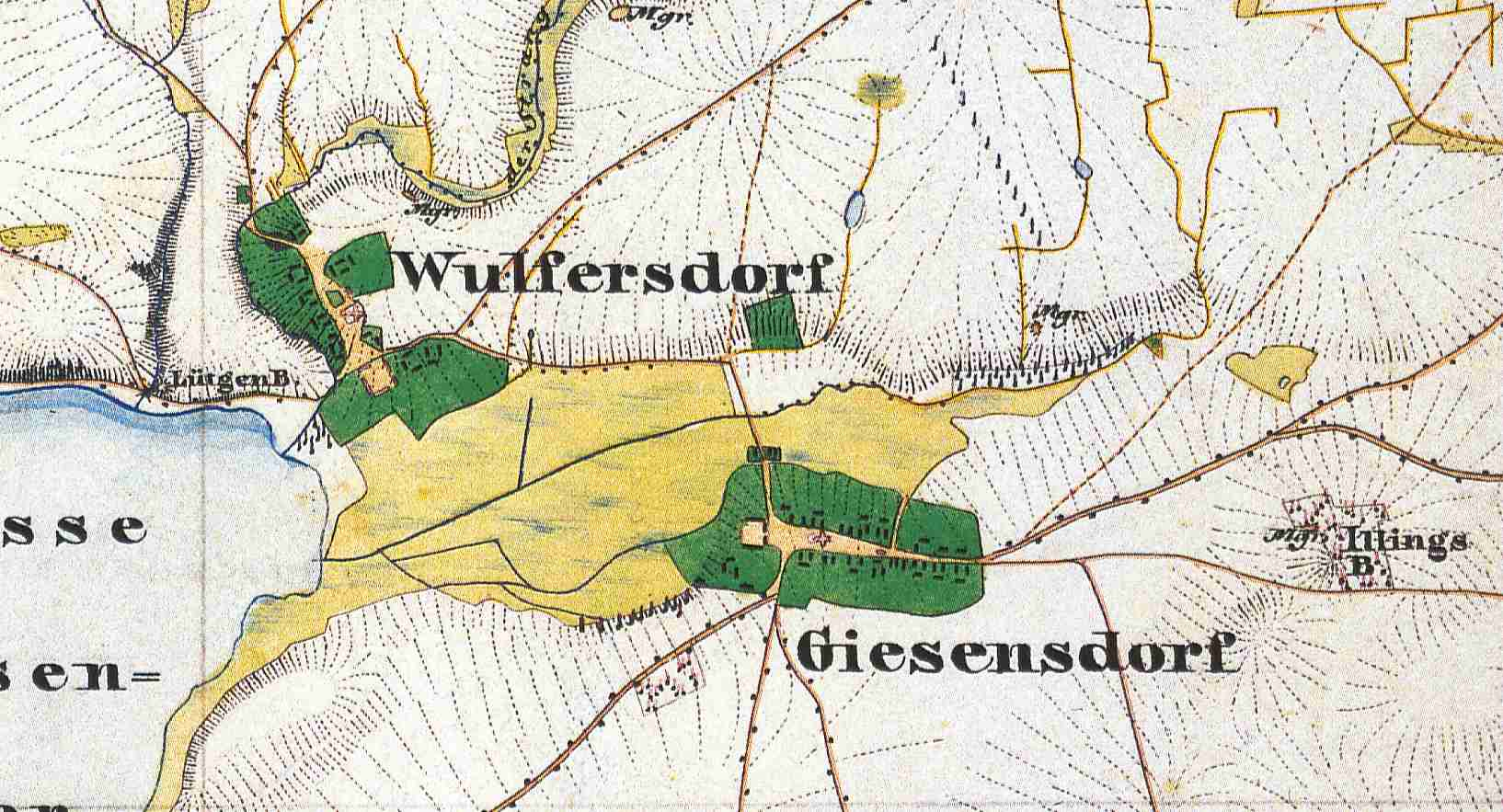
Giesensdorf und Wulfersdorf, Ausschnitt aus dem Urmesstischblatt 3850 Kossenblatt von 1846

## Geschichte
Der Ort erscheint in der Schreibweise Geyselßdorf 1476 erstmals in einer Urkunde. Der Name stammt aus der Zeit der Ostkolonisation und bedeutet das Dorf, das nach einem Mann (Lokator) namens Giselmar benannt ist. Das Zweitglied des Personennamens ist allerdings durch die sehr späte Überlieferung und starke Veränderung des Namens unsicher. Von der Dorfstruktur her ist es ein Angerdorf.

## Besitzgeschichte
Nach dem Erbregister der Herrschaft Storkow, aufgerichtet am 15. Juni 1518 musste das Rittergut Giesensdorf (Giessmesdorff) der Herrschaft ein halbes Ritterpferd stellen (bzw. natürlich zur Hälfte zur Ausrüstung und Unterhalt eines Ritterpferdes beitragen). 1519 gehörte Giesensdorf den Vettern Hans und Caspar vom Thore, sonst Eckert genannt. 1534 war Hans gestorben und Giesensdorf gehörte nun dem Caspar vom Thore allein, so auch 1553, als Caspar (Eckard genannt) vom Thore am Donnerstag nach Bartholomäi (24. August) von Bischof Johann VIII. von Lebus mit Giesensdorf (Gißmannsdorff) belehnt wurde. Anscheinend ist auch Caspar ohne Leibeserben gestorben, denn am 19. Oktober 1556 belehnte der brandenburgische (Mit-)Markgraf Hans von Küstrin, an den das Lehen heimgefallen war, seinen Hofmarschall Nickel von Wiedebach mit dem Dorf Giesensdorf samt Zubehör. Allerdings verkaufte dieser Giesensdorf nur ein Jahr später an Barthold von Schlieben. Hans von Küstrin belehnte diesen mit Giesensdorf am 18. Juni 1558. Am 5. Juni 1565 schloss Barthold von Schlieben mit Nickel von Maltitz einen Vorvertrag zum Verkauf des Dorfes Giesensdorf.
Das Dorf ging schließlich durch Vertrag vom 28. Mai 1566 für 5.480 Gulden an Nickel von Maltitz in Klein Rietz über. Allerdings kam es anschließend zu Streitigkeiten wegen unklarer Punkte im Kaufvertrag. Schließlich mussten Unterhändler Nickel von Maltitz zu Giesensdorf einerseits mit Andreas von Schlieben, Komtur der Johanniterkommende Lagow, und Nickel von Langen auf Münchehofe andererseits vergleichen.
Nach dem Verzeichnis der Roßdienste im Storkowschen und Beskoschen Weichbilde 1583 stellten die Nickel Maltitzen zu Gießmerstorff und die Hobecken zu Falckenberg zusammen ein gerüstetes Pferd. Sie waren nach dem Urteil der Musterungskommission mit allem wol gerustet. 1597 heiratete Kaspar von Flanß, Amtshauptmann von Fürstenwalde (1581–1594), in zweiter Ehe Ursula, die Tochter des Nickel von Maltitz auf Giesensdorf.
Am 24. Februar 1600 verkaufte Georg von Langen einen Hof in Giesensdorf an Hans von Maltitz. Hans von Maltitz war verheiratet mit Barbara Sabina von Wulffen adH Madlitz. Die Tochter Barbara von Maltitz (* 9. März 1609) war mit David von Oppen auf Kossenblatt verheiratet. Sie starb schon am 24. April 1641 im Alter von nur 32 Jahren in Giesensdorf. Am 11. November 1602 verkaufte Jacob von Schapelow zu Trebatsch einen Weinberg in der Feldmark Wulfersdorf an Hans von Maltitz zu Giesensdorf für 100 Taler. Hans von Maltitz starb 1615. Sein Inschriftgrabstein mit der gerüsteten Figur des Verstorbenen befindet sich noch in der Kirche von Giesensdorf.
Ein Joachim von Maltitz von Giesensdorf, sehr wahrscheinlich ein Sohn des Hans, kaufte 1632 von Hans Caspar von Klitzing das Dorf Göllnitz für 16.000 Taler. Mitbelehnt waren auch sein Bruder Nicol auf Giesensdorf und andere Vettern von Maltitz. Am 22. Juni 1644 belehnte Kurfürst Friedrich Wilhelm, Markgraf von Brandenburg, die Gebrüder und Vettern von Maltitz mit dem Dorf Giesensdorf. Darunter muss auch der schon erwähnte Bruder des Joachim, Nicol von Maltitz gewesen sein, denn er ist 1652 als Besitzer von Giesensdorf belegt. 1644 wurde Nickel  von Maltitz vom brandenburgischen Kurfürsten auch mit dem Gut Falkenberg belehnt.
Am 3. September 1652 verkaufte Nickel von Maltitz zu Giesensdorf das Gut Birkholz für 8.600 Taler an David von Oppen, Sohn des Georg von Oppen auf Kossenblatt. Nach dem Historischen Ortslexikon musste Nickel von Maltitz (oder seine Erben) Giesensdorf 1661 an die von Oppen in Krausnick und Groß Köris verkaufen. Der Sohn Georg (der Jüngere) des Georg von Oppen (des Älteren) hatte bei der Erbteilung Schwenow erhalten. 1644 hatte er Groß Köris und 1647 die Hälfte von Krausnick und Köthen sowie ein Viertel von Leibsch hinzu erworben. Er war in erster Ehe mit Anna Sibylle von Langen aus dem Hause Groß Wasserburg verheiratet. Mit ihr hatte er die Söhne Georg, Christoph und Erdmann. In zweiter Ehe war er mit Sabina von Maltitz von Giesensdorf verheiratet, mit der er weitere neun Söhne hatte: Jobst, Caspar, David, Hans Georg, Gustav, Albrecht, Johann Niclaus, Joachim und Christoph. Georg der Jüngere starb 1651 in Schwenow. Sabina von Maltitz von Giesensdorf müsste die Schwester des Nicol und Joachim von Maltitz und Tochter des Hans von Maltitz auf Giesensdorf gewesen sein.
Die Gebrüder von Oppen zu Krausnick und Groß Köris, die Söhne des Georg von Oppen (des Jüngeren), verpfändeten am 18. März 1667 das Dorf Giesensdorf samt allen Zubehörungen für 4.400 Taler und auf 40 Jahre an Wolf Joachim von Rohr zu Ragow. Anscheinend kam die Verpfändung nicht zustande  oder wurde schon nach zwei Jahren wieder ausgelöst, denn am 18. März 1669 verpfändeten die Gebrüder von Oppen Giesensdorf erneut, dieses Mal an Christof Wilhelm von Krummensee. Kurfürst Friedrich Wilhelm erteilte am 13. April 1685 seinen (nachträglichen) Konsens zu dieser Verpfändung. Am 1. Oktober 1687 musste eine kurfürstliche Kommission einen Grenzstreit zwischen Christof Wilhelm von Krummensee auf Giesensdorf und den von Schapelow auf Stremmen entscheiden.
Schon vor 1689 gelang es den von Maltitz auf Tauche, Giesensdorf in ihren Besitz zu bringen. 1689 bis 1792 prozessierte der Pfarrherr zu Wulfersdorf gegen Nicol von Maltitz auf Giesensdorf wegen des Pfarrdezems. Caspar Sigismund von Muschwitz verpfändete 1690 das Dorf Birkholz für 2.000 Taler auf 20 Jahre an Nickel von Maltitz. Dazu gab der brandenburgische Kurfürst Friedrich III. am 11. Februar 1690 seinen Konsens. Und schließlich erreichte Nickel von Maltitz zu Tauche, dass er am 14. Juli 1698 durch Kurfürst Friedrich III. mit dem Gut Giesendorf belehnt wurde.  Nickel von Maltitz heiratete 1679 in erster Ehe Katharina von Stutterheim adH Golßen, die am 13. November 1692 starb. Er ging am 16. Oktober 1694 mit Elisabeth Hedwig von Burgsdorf noch eine zweite Ehe ein, einer Tochter des Adam von Burgsdorf auf Podelzig und der Anna Sophie von Buch adH Stolpe. Am 13. Juni 1699 verfügte Nickel von Maltitz zu Tauche eine Ehestiftung für seine Ehefrau, Elisabeth Hedwig geb. von Burgsdorf. Eine erneute Belehnung mit dem Gut Giesensdorf erhielt Nickel von Maltitz zu Tauche durch König Friedrich Wilhelm I. am 10. Oktober 1714. Nickel von Maltitz war Landrat des Beeskow-Storkowischen Kreis. Er starb am 15. April 1732 auf Tauche. 
Ihm folgte der Sohn Sigismund Wilhelm (* 1680 in Tauche) nach. Er war mit Charlotte Dorothea von Langen, Tochter des Otto Joachim von Langen auf Groß Wasserburg und der Christine Dorothea von Stutterheim adH Kablitz, verheiratet. Sigismund Wilhelm brachte es in der preußischen Armee bis zum Hauptmann, zuletzt war er im Regiment Graf Lottum, Nr. 15. Im Beeskow-Storkowischen Kreis wurde er zum Landrat gewählt. Er ließ 1717 die dortige Kirche erbauen. Sigismund Wilhelm und Charlotte Dorothea hatten drei Söhne, Nicol Otto (später auf Luckaitz), Siegmund (erbte das Gut Tauche) und Friedrich Ludwig (später auf Lipten). Sigismund Wilhelm starb am 15. Mai 1723, Charlotte Dorothea am 6. Dezember 1751 in Göllnitz. 
Am 12. Juni 1737 verkaufte Sigmund v. Maltitz Giesensdorf für 16.000 Taler an den brandenburgischen Kurfürsten und König in Preußen Friedrich Wilhelm I., der Giesensdorf in das Amt Kossenblatt eingliederte. Am 20. Februar 1737 kaufte Sigmund von Maltitz dafür das Dorf Lipten und den dortigen Krug für 20.000 Taler und 200 Taler Schlüsselgeld. Er fiel am 30. September 1745 als Rittmeister in der Schlacht bei Soor in Böhmen. Da er keine Leibeserben hatte, erbten seine beiden Brüder Nicol Otto und Friedrich Ludwig das Gut Lipten. Im Erbvergleich der beiden Brüder übernahm es 1757 schließlich Friedrich Ludwig allein, verkaufte es aber umgehend für 28.000 Taler an Wilhelm Leopold von Muschwitz.
Das Gut Giesensdorf wurde ab 1737 als Vorwerk vom Amtmann in Kossenblatt bewirtschaftet. Ab 1811 wurde das Gut Giesensdorf dann in Erbpacht gegeben. Das Amt Kossenblatt wurde 1811 reines Rentamt, das die Renten aus den Dörfern und die Pacht der Vorwerke einzog. Um nach 1820/22 wurde es mit dem Amt Trebatsch vereinigt.
Das Vorwerk Giesensdorf (bzw. das frühere Rittergut) wurde zusammen mit Kossenblatt von Karl Ludwig Buchholtz gepachtet. Er war vorher Amtmann des Amtes Kossenblatt gewesen. 1851 wurden die beiden Güter zu freiem Eigen verkauft. 1853 war Besitzerin der beiden Güter die Witwe des Oberamtmannes Buchholz (verbunden mit Kossenblatt).

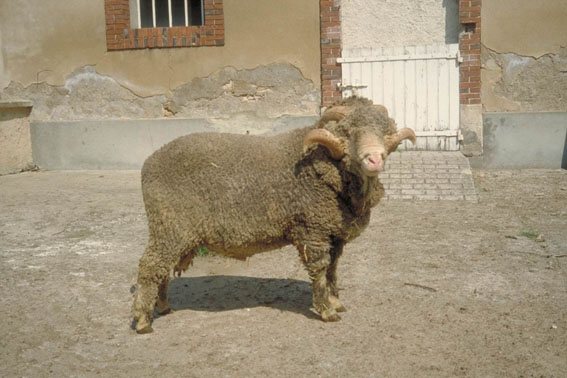
Rambouillet-Merino

1879 verzeichnet das Handbuch des Grundbesitzes einen Albert Symons als Gutsbesitzer. Im Handbuch des Grundbesitzes von 1885 ist unter der Rubrik Industrielle Anlagen eine Stärkefabrik genannt. Unter der Rubrik Züchtung spezieller Viehracen ... ist die Aufzucht von Jungvieh und die Rambouillet-Schäferei genannt. Die Größe des Gutes ist mit 353,48 ha angegeben. Davon entfielen 280,07 ha auf Äcker, 22,40 ha auf Wiesen, 17,39 ha auf Hutung und 33,62 ha auf Wald. Der Grundsteuerreinertrag belief sich auf 3240 Mark. 1903 ist die verwitwete Frau Symons eingetragen. 1910 hatte es der Sohn Walter Symons übernommen, der auch noch 1914 Besitzer des Gutes war. Kurz danach, spätestens 1917 haben Gustav und Clara Knauer den Betrieb übernommen. 1921 erscheint mit Gustav Knauer ein neuer Besitzer. Er ließ den Betrieb allerdings von einem Inspektor Bartel bewirtschaften. Als Besonderheit ist die Erzeugung von Getreide- und Rübensaat angegeben. Gustav Knauer ist auch für 1923 als Besitzer eingetragen. Der Tierbestand belief sich auf 31 Pferde und 74 Stück Rindvieh, davon allein 54 Kühe. Die Größe des Betriebs belief sich auf 356 ha, davon 209 ha Acker, 22 ha Wiesen, 120 ha Wald und 5 ha Unland und Hofanlagen. Der Grundsteuerreintrag ist nun mit 3224 Mark beziffert. Administriert wurde der Betrieb von Hans Grunwald. 1929 besaß Frau Klara Knauer den Betrieb. Bewirtschaftet wurde das Gut immer noch von Hans Grunwald als Administrator. In der Bodenreform von 1946 wurde das Gut enteignet. 
| Bevölkerungsentwicklung von 1774 bis 2000 | Bevölkerungsentwicklung von 1774 bis 2000 | Bevölkerungsentwicklung von 1774 bis 2000 | Bevölkerungsentwicklung von 1774 bis 2000 | Bevölkerungsentwicklung von 1774 bis 2000 | Bevölkerungsentwicklung von 1774 bis 2000 | Bevölkerungsentwicklung von 1774 bis 2000 | Bevölkerungsentwicklung von 1774 bis 2000 | Bevölkerungsentwicklung von 1774 bis 2000 | Bevölkerungsentwicklung von 1774 bis 2000 | Bevölkerungsentwicklung von 1774 bis 2000 | Bevölkerungsentwicklung von 1774 bis 2000 | Bevölkerungsentwicklung von 1774 bis 2000 | Bevölkerungsentwicklung von 1774 bis 2000 | Bevölkerungsentwicklung von 1774 bis 2000 | Bevölkerungsentwicklung von 1774 bis 2000 | Bevölkerungsentwicklung von 1774 bis 2000 | Bevölkerungsentwicklung von 1774 bis 2000 |
| ----------------------------------------- | ----------------------------------------- | ----------------------------------------- | ----------------------------------------- | ----------------------------------------- | ----------------------------------------- | ----------------------------------------- | ----------------------------------------- | ----------------------------------------- | ----------------------------------------- | ----------------------------------------- | ----------------------------------------- | ----------------------------------------- | ----------------------------------------- | ----------------------------------------- | ----------------------------------------- | ----------------------------------------- | ----------------------------------------- |
| Jahr                                      | 1774                                      | 1801                                      | 1818                                      | 1837                                      | 1858                                      | 1875                                      | 1890                                      | 1910                                      | 1925                                      | 1939                                      | 1946                                      | 1959                                      | 1964                                      | 1971                                      | 1981                                      | 1991                                      | 2000                                      |
| Einwohner                                 | 104                                       | 138                                       | 143                                       | 153                                       | 174                                       | 154                                       | 169                                       | 140                                       | 205                                       | 305                                       | 278                                       | 279                                       | 417                                       | 386                                       | 315                                       | 264                                       | 274                                       |

## Ortsgeschichte
Im Mittelalter wurde bei Giesensdorf Wein angebaut. Schon 1476 ist ein Weinberg bei Giesensdorf belegt. 1576 wohnten im Ort acht Bauern, neun Kossäten und zwei Häusler. Im Jahr 1600 waren auf der Feldmark Giesensdorf 20 Bauernhufen und zehn Ritterhufen. Neben der Ortsherrschaft und den Hufenbauern lebten noch neun Kossätenfamilien, ein Hirte und ein Schäfer im Ort. 
Der Soll-Zustand des Dorfes wurde 1652 beschrieben: zwei Dreihufenhöfe, darunter der Lehnschulze und der Lehnmann, fünf Zweihufenhöfe, vier Einhufenhöfe, neun Kossätenhöfe und ein Gemeindehirtenhaus. Von den Bauernhöfen waren 1652 fast alle wüst, zwei Zweihufenhöfe waren aber schon von alters von der Herrschaft eingezogen worden. Von der vier Einhufenhöfe waren ein Hof wüst, und einer abgebrannt. Der Bauer wohnte aber auf einem wüsten Kossätengut. Von den neun Kossätenstellen waren zwei verlassen, eine Stelle wurde von einem ehemaligen Soldaten und seiner Mutter bewohnt. ein Haus stand leer, ein Haus war von einem Hausmann und Zimmermann bewohnt und in einem Haus wohnte der Meier, der das Rittergut für den Junker bewirtschaftete. Auf dem Gemeindehirtenhaus wohnte ein Hirte. 
Auch 1692 sah es im Dorf noch schlimm aus. Die Bauernhöfe waren alle wüst, wurden aber vom Rittergut bewirtschaftet. Von den neuen Kossätenstellen waren drei wüst. Im Dorf wohnte ein Pachtschäfer. Die Feldmark war in drei große Felder eingeteilt, auf dem Winterfeld wurden 6 Scheffel 8½ Metzen Wintersaat ausgebracht, auf das Sommerfeld 4½ Scheffel Sommersaat. Auf den Kossätenfelder wurden 4 Scheffel Wintersaat, und zwei Scheffel 3 Metzen Sommersaat gesät. Die Felder erbrachten nur das 3. Korn. Auf den Wiesen wurde pro Bauerhufe 6 Fuder Heu eingebracht, je Kossätenstelle 3 Fuder Heu. Die Hutung war schlecht und es gab auch kein Holz auf der Gemarkung. Die Giesensdorfer hatten keine Fischerei und durften auch keine Schafe halten. Wie der folgende Zustandsbericht von 1743 zeigt, hatten die Ortsherren kein Interesse die wüsten Bauernstellen, die sie zu ihrem Rittergut genommen hatten, wieder zu besetzen.
1732 waren auf der Feldmark 25 Hufen, auf denen 4 Wispel 6 Scheffel 6 ¾ Metzen Wintersaat ausgebracht wurden. 1743 wohnten 14 Kossäten, zwei Büdner (darunter der Kreisbote), ein Hausmann, ein Hirte, ein Schäfer und ein Schmied im Dorf. 1745 war das Rittergut in ein Vorwerk umgewandelt worden. Das Amt hatte zudem eine Schäferei angelegt. Es gab einen Amtsweinberg auf der Gemarkung. Elf Kossäten mit ihren Familien lebten in Giesensdorf. Die Zahl der Büdner ist nicht genannt. 
1775 lebten elf Kossäten und zehn Büdner im Dorf; es gab 22 Feuerstellen (= Wohnhäuser). Bratring bringt für 1801 folgende Angaben: elf Ganzkossäten, vier Büdner, fünf Einlieger, eine Schmiede und ein Krug. Es gab außerdem das Amtsvorwerk, insgesamt 24 Feuerstellen. Auf der Feldmark gab es 25 Bauernhufen und 10 Ritterhufen. Dies war allerdings nur eine Wiederholung der Verhältnisse vor dem Dreißigjährigen Krieg, denn die meisten Bauernhufen waren ja mit dem Rittergut bzw. Amtsvorwerk vereinigt worden. 1837 standen im Dorf 22 Wohnhäuser. 1858 gehörten zum Gemeindebezirk ein öffentliches Gebäude, 19 Wohngebäude und 43 Wirtschaftsgebäude. Im Gutsbezirk standen drei Wohnhäuser und acht Wirtschaftsgebäude. 1864 gab es außer dem Vorwerk elf Kossäten, vier Büdner und einen Schmied. 1900 gehörten zum Gemeindebezirk 21 Häuser, zum Gutsbezirk acht Häuser. 1931 wurden im Ort 31 Häuser gezählt. 1939 gab es das große Gut mit über 350 ha., fünf Betriebe mit 20 bis 100 ha, 12 Betriebe mit 10 bis 20 ha, 7 Betriebe mit 5 bis 10 ha und 10 kleinste Betriebe mit 0,5 bis 5 ha. 
1946 wurde das große, 360 ha umfassende Gut enteignet. Davon wurden 275 ha aufgeteilt und 87 ha an 13 Landarbeiter und landlose Bauern verteilt, 41 ha gingen an 9 landarme Bauern, 130 ha wurden unter 20 Umsiedlern verteilt und 2 ha an einen Arbeiter. Die Landgemeinde erhielt 15 ha. Schon 1955 bildete sich die erste LPG Typ I, die 1959 in Typ III umgewandelt wurde. 1960 umfasste die LPG Typ III 49 Betriebe, hatte 102 Mitglieder und bewirtschaftete 591 ha landwirtschaftliche Nutzfläche. Eine zweite LPG vom Typ I bestand aus 6 Betrieben, hatte 12 Mitglieder und bewirtschaftete 61 ha Nutzfläche. 1963 waren beide LPG's vereinigt (Typ III) mit 653 ha bewirtschafteter Fläche. 1977 gab es neben der LPG auch eine Kooperative Abteilung Pflanzenproduktion (KAP)

## Kommunale Geschichte
Aus den Herrschaften Beeskow und Storkow bildete sich im Verlauf des 17. und 18. Jahrhunderts der Beeskow-Storkowische Kreis heraus, der bei der Kreisreform 1816 aufgelöst wurde. Kummerow kam zum Kreis Lübben-Beeskow, der 1835 wieder aufgelöst wurde. Die ehemaligen Herrschaften Beeskow und Storkow wurden nun zum Kreis Beeskow zusammengefasst. Der Kreis Beeskow hatte bis 1950 Bestand, als Giesensdorf für zwei Jahre zum Kreis Fürstenwalde kam. 1952 wurde der Kreis Beeskow neu, aber mit veränderten Grenzen im Bezirk Frankfurt/Oder geschaffen. Dieser Kreis hatte bis 1993 Bestand, als er bei der Kreisreform im Land Brandenburg im neu geschaffenen Landkreis Oder-Spree aufging.
1849 entstanden Gemeinde- und Gutsbezirk. Der Gemeindebezirk hatte 1858 eine Größe von 784 Morgen, davon 3 Morgen Gehöfte, 44 Morgen Gartenland, 620 Morgen Ackerland, 36 Morgen Wiese und 81 Morgen Weide. Zum Gutsbezirk gehörten 1327 Morgen, davon 3 Morgen Gehöfte, 16 Morgen Gartenland, 1193 Morgen Ackerland, 57 Morgen Wiese, 48 Morgen Weide und 10 Morgen Wald. Im Jahr 1900 waren das in Hektar: 210 ha Gemeindebezirk und 354 ha Gutsbezirk. Erst 1928 wurde der Gutsbezirk mit dem Gemeindebezirk vereinigt.
Mit der Kreisreform von 1872/74 wurden Amtsbezirke geschaffen. Giesensdorf bildete zusammen mit Briescht, Falkenberg, Kossenblatt, Tauche und Wulfersdorf, den Amtsbezirk 17 Kossenblatt im Kreis Beeskow-Storkow. Amtsvorsteher war Rittergutsbesitzer Buchholtz in Kossenblatt, Stellvertreter der Rittergutsbesitzer Schumacher auf Tauche.
1938 wurde der Nachbarort Wulfersdorf in Giesensdorf eingemeindet, jedoch 1945 wieder verselbständigt. Zum 1. Januar 1962 wurde Wulfersdorf erneut nach Giesensdorf eingemeindet, Wulfersdorf wurde Ortsteil von Giesensdorf. 
1992 schloss sich die Gemeinde Giesensdorf mit sieben anderen Gemeinden zum Amt Tauche zusammen, vier weitere Gemeinden wurden dem Amt Tauche per Ministerbeschluss zugeordnet. Zum 31. Dezember 2001 schlossen sich die Gemeinden Briescht, Falkenberg, Giesendorf, Görsdorf bei Beeskow, Kossenblatt, Lindenberg, Mittweide, Ranzig, Tauche, Trebatsch und Werder zur neuen (Groß-)Gemeinde Tauche zusammen, Stremmen folgte erst 2003. Seit 2002 ist Giesensdorf ein Ortsteil von Tauche, zu dem auch der Wohnplatz Wulfersdorf gehört. Im Ortsteil Giesensdorf wird ein Ortsbeirat bestehend aus drei Mitgliedern gewählt, die wiederum aus ihrer Mitte für die Dauer einer Wahlperiode den Ortsvorsteher wählt. Ortsvorsteher für Giesensdorf ist derzeit (2018) Lutz Weber.

## Denkmale und Sehenswürdigkeiten
Die Denkmalliste des Landes Brandenburg für den Landkreis Oder-Spree verzeichnet ein einziges Baudenkmal im Ortsteil Giesensdorf
- Nr. 09115378 Dorfkirche Giesensdorf.